# Histoire des Juifs à Marseille

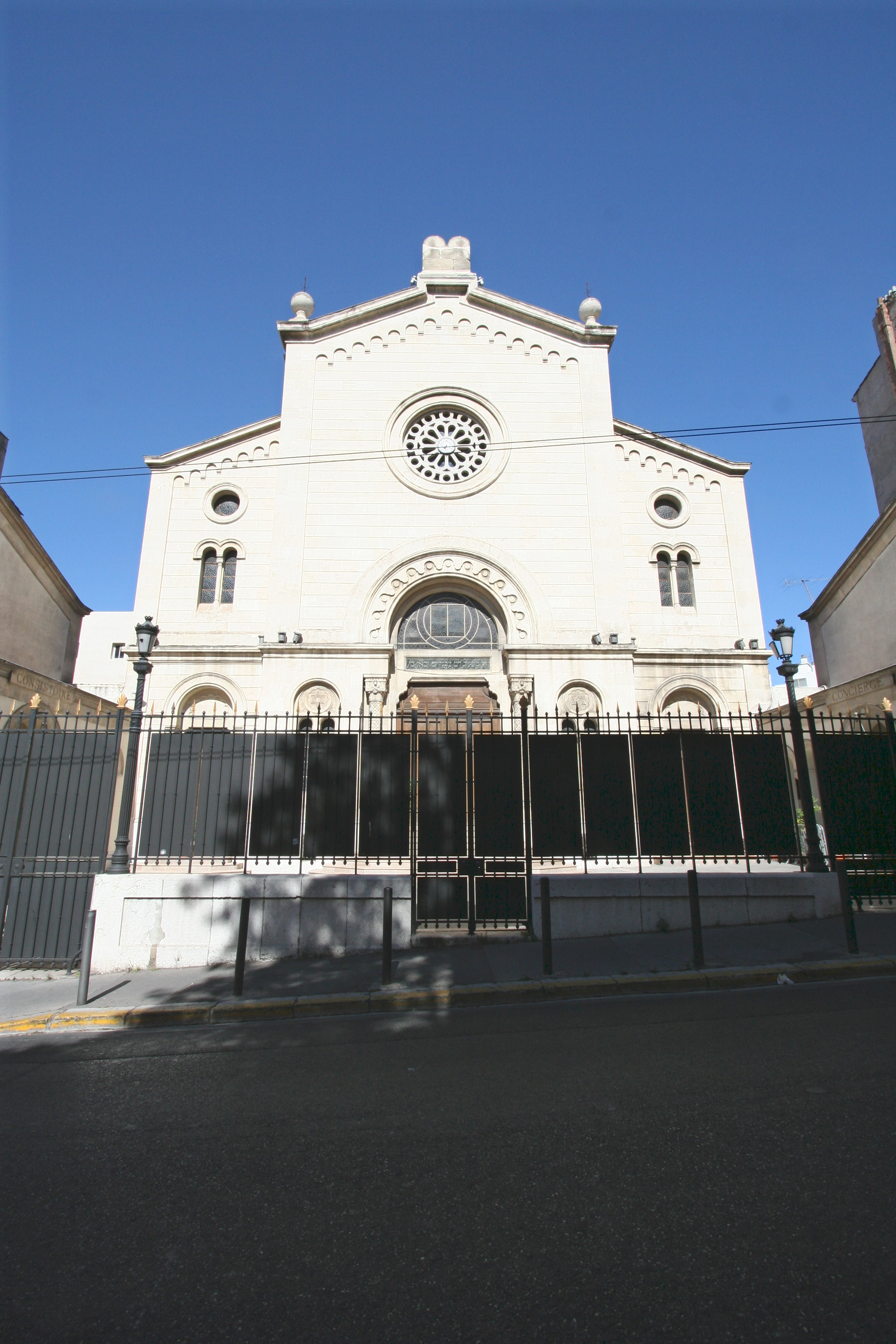
La grande synagogue de Marseille, inaugurée en 1864.

La présence de Juifs à Marseille est attestée dès le VIe siècle par Grégoire de Tours, mais il est probable qu'elle remonte à l'Empire romain.
Pour Augustin Fabre, Marseille fut longtemps l'une des villes les plus accueillantes pour les Israélites, grâce au « contact de tant d'hommes d'origines, de mœurs et de croyances diverses, sans cesse rapprochés par les relations du commerce. » Hors du royaume de France, les Juifs marseillais n’ont pas à souffrir des expulsions décidées par les rois et ils ne souffrent jusqu'à la fin du Moyen Âge d'aucune persécution.
À partir du XIIe siècle, la communauté juive de Marseille participe à l'essor intellectuel et à l'âge d'or du judaïsme provençal avec d'autres villes de la région. Très présents dans la vie socio-économique et le grand commerce de Marseille au Moyen Âge tardif, ils sont considérés comme des citoyens de la ville et les notables juifs sont même traités avec équité par rapport aux chrétiens.
Les Israélites sont finalement expulsés de Provence par le roi de France en 1501, après l'union du comté de Provence au royaume. Quelques familles émigrent dans les États du pape à Avignon ou dans le Comtat-Venaissin, les autres quittent la région ou se convertissent. L'histoire des Juifs à Marseille devient presque silencieuse pendant près de deux siècles.
En 1791 lors de la Révolution française, l'émancipation des Juifs permet leur retour dans la ville et la population israélite ne cesse d'augmenter au cours du XIXe siècle. À la veille de la Seconde Guerre mondiale, ils sont déjà plusieurs dizaines de milliers et de toutes origines. Deux mille d'entre eux sont déportés en 1943 vers les camps de la mort au cours de la rafle de Marseille.
Les répercussions de la guerre d'Algérie et la signature des accords d'Évian en 1962 entraînent l'arrivée de nombreux Juifs séfarades réfugiés d'Algérie, qui représentent aujourd'hui la grande majorité de la communauté israélite de la ville devant les Juifs provençaux, les Ashkénazes et les Séfarades orientaux. Preuve en est que le cosmopolitisme et la diversité de Marseille s'étendent même au sein de ses communautés.
Selon le Groupe international pour les droits des minorités, la ville abriterait la deuxième population israélite de France avec 80 000 juifs, soit plus de 9 % de la population. Cela représenterait la troisième communauté juive d'Europe, après celles de Paris et de Londres.

## Antiquité: une présence probable

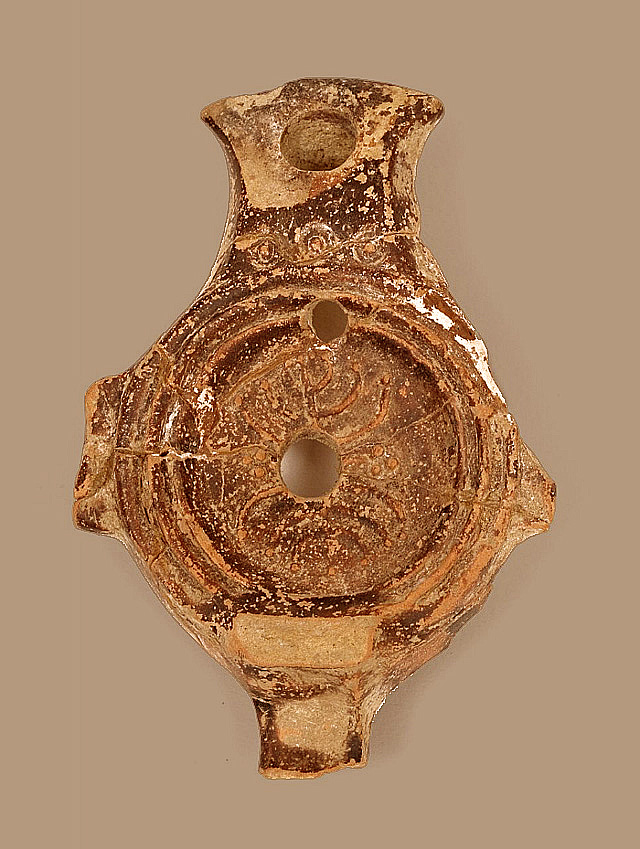
Lampe à huile juive du Ier siècle découverte à Orgon dans les Bouches-du-Rhône.

S'il n'y a aucune source évoquant la présence d'une communauté juive à Massilia (Marseille), des Judéens doivent certainement y vivre sous l'Empire romain,. Cette présence serait cependant à relativiser au regard des communautés du bassin méditerranéen oriental. La Gaule a longtemps été vue comme un « bout du monde antique » pour la Judée, que la diaspora n'a pas encore atteint. La présence juive est sans doute faible avant la destruction du second Temple et doit se limiter aux marchands, que l'on mentionne, eux, dans plusieurs villes de la Gaule narbonnaise, dont Marseille.
Léon Poliakov précise que l'on ignore totalement les conditions dans lesquelles sont apparus les premiers foyers juifs en Gaule. Il estime pourtant qu'il est probable que le judaïsme se soit implanté de la même manière que le christianisme, c'est-à-dire essentiellement par les conversions.
Si nous n'avons aucune preuve de la présence juive à Marseille avant le VIe siècle, plusieurs découvertes archéologiques, dont une lampe à huile découverte à Orgon, dans la région, témoignent de la présence de Juifs dans la basse vallée du Rhône entre le Ier et le Ve siècle apr. J.-C..

## Haut Moyen Âge: un peuplement juif progressif

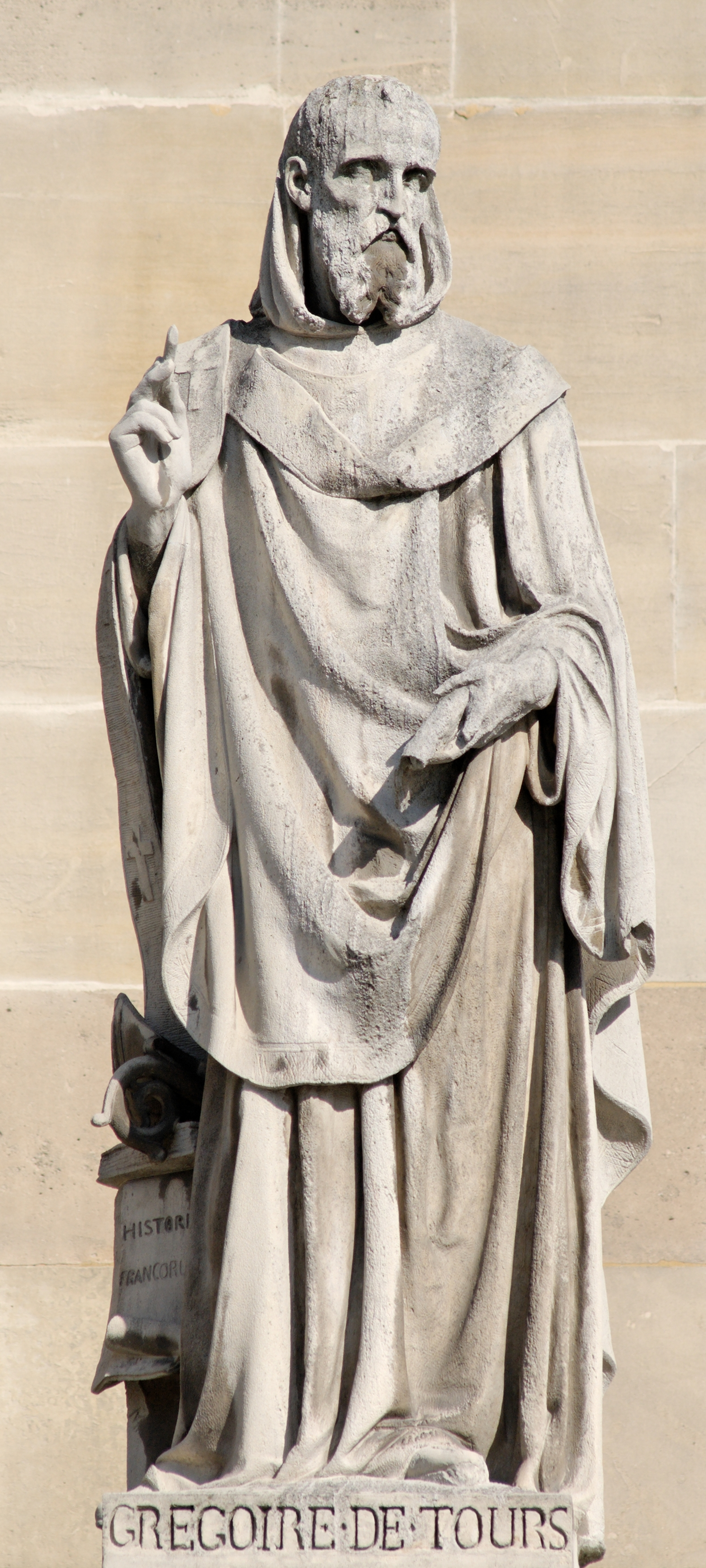
Grégoire de Tours est le premier témoin de la présence de Juifs à Marseille.

Il existe également peu de documents décrivant la vie des Juifs à Marseille pendant le Haut Moyen Âge. Le témoignage le plus complet est celui que nous livre l'historien Grégoire de Tours au VIe siècle.
Il raconte que le juif Priscus, serviteur du roi Chilpéric Ier, marie son fils à une juive de Marseille. En 576, des Juifs de Clermont se réfugient à Marseille pour échapper aux conversions. Peu de temps après en 582, lors de la conversion forcée ordonnée par Chilpéric, les Juifs de Marseille semblent être restés en paix. Mais en 591, il déplore le fait que les Juifs de Marseille soient amenés au baptême par la force plutôt que par la prédication. Le pape Grégoire le Grand met d'ailleurs en garde l'évêque Théodore de Marseille contre l'usage de la violence pour les convertir.
On sait qu'à la fin du Xe siècle se trouve un lieu nommé Valle Judaica (« Valla Juissou ») dans le hameau de Sainte-Marthe et qu'un Juif appelé Salomon achète une quantité importante de miel à l'Abbaye Saint-Victor, probablement pour en faire le commerce. Au XIe siècle, on mentionne un vignoble nommé Rua Judaïca.
Avant le deuxième millénaire, les Juifs vivent en dehors de la ville, qui n'est à l'époque composée que du château Babon et du bourg, dans un espace situé entre la Porte de Marseille et la Porte de la Fons (ou Porte du Marché). À partir de l'an mil, la croissance démographique et rurale, ainsi que l'essor du commerce, provoquent la renaissance des villes et leur extension. Marseille voit ainsi ses enceintes s'élargir en 1040, et les Juifs sont englobés dans la cité.

## Un centre intellectuel juif du Moyen Âge
Dès le début du XIIe siècle, Marseille compte des savants rabbiniques influents et devient jusqu'au siècle suivant l'un des lieux phares du judaïsme provençal durant la période des Rishonim. De nombreux érudits Juifs s'y installent, comme dans d'autres villes de Provence et du Languedoc, et jouent un rôle important dans la transmission des savoirs antiques et les débats philosophiques et religieux, notamment grâce à leur maîtrise de la langue arabe, compétence alors peu répandue en France.

### Une ville de sages

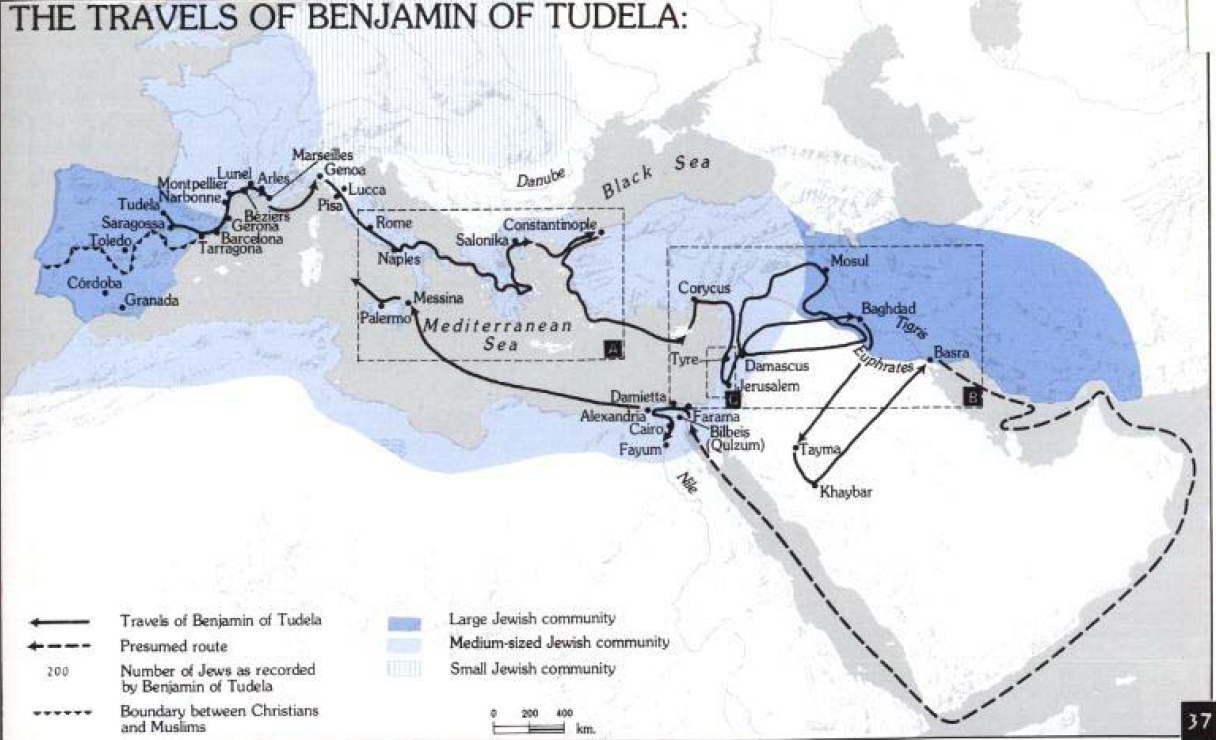
Lors de ses voyages, Benjamin de Tudèle traverse Marseille vers 1165 et la décrit comme une ville de sages.

Benjamin de Tudèle, qui visite le Midi de la France vers 1165, décrit Marseille comme la ville des geonim (les « éminences ») et des savants. Il admire en outre son école talmudique et témoigne de l'existence de deux communautés juives dans la ville : l'une au bas de la ville sur le bord de mer, l'autre en haut dans une forteresse. Benjamin estime leur nombre à environ 300 et rapporte que la ville compte deux synagogues. Ils sont bien présents dans le commerce et entretiennent des relations étroites avec l'Orient. Globalement, les Juifs semblent vivre en Provence dans la sérénité et l'amitié des Chrétiens.
Au même moment, le Juif marseillais Isaac Ben Abba Mari (v. 1122-v. 1193) écrit Ittur Soferim, un code de loi civile et religieuse qui connait à l'époque un grand succès, mais finalement éclipsé par l'Arbaa Tourim de Yaakov ben Asher de Tolède (1270-1340), livre où il est fréquemment cité.
Des membres des Tibbonides comme Juda (1120-1190) ou Samuel ibn Tibbon (1150-1230) s'établissent à la fin de leur vie à Marseille et y finissent leurs jours. Le premier, par ailleurs médecin, est le traducteur d'œuvres de philosophie juive pré-maïmonidienne ainsi que des deux grands-œuvres linguistiques de Yona ibn Jannah. Samuel, médecin lui aussi, est principalement connu pour sa traduction du Guide des égarés de Moïse Maïmonide. En 1194, c'est d'ailleurs aux savants de Marseille que Maïmonide envoie ses lettres sur l'astrologie
La centralité intellectuelle juive de Marseille perdure au XIIIe siècle. Samuel de Marseille (1294-?) y traduit des ouvrages scientifiques arabes en hébreu, dont les commentaires d'Averroès sur La République de Platon et l'Éthique à Nicomaque. L'original du commentaire sur La République ayant été perdu, c'est avec la traduction de Samuel que l'on a pu élaborer la version latine padouane.
L'influence des tibbonides reste présente au cours de ce siècle, avec Moshe ibn Tibbon, fils de Samuel ibn Tibbon et traducteur de Maïmonide, ou Jacob ibn Tibon (1236-1304), astronome et médecin ayant pris une part importante dans la controverse autour des écrits de Maïmonide. Ils sont tous deux nés à Marseille. Solomon Nasi Ben Isaac Nasi Cayl, enfin, est un poète liturgique dont l'œuvre, piyyuḥ, a été retrouvée dans le mahzor d'Avignon. En 1320, David Kokhabi, un juif natif d'Estella en visite à Marseille, loue la ville comme un grand centre d'études talmudiques, presque deux siècles après Benjamin de Tudèle.
Citons, pour les XIVe et XVe siècles, des penseurs juifs marseillais qui perpétuent cet héritage : les philosophes Nissim ben Moshe, Aaron de Camera et Miles de Marseille ; ainsi que les rabbins Joseph ben Johanan et Bonjudas Bondavin.

### Les Juifs citoyens de Marseille
En 1219, à l'issue d'une convention entre la ville et l'évêque de Marseille, les Juifs sont faits « citoyens de Marseille » (cives Massiliæ), position confirmée par les Chapitres de Paix établis entre 1252 et 1257 à la suite de la conquête de la ville par Charles Ier d'Anjou. Ils ne sont toutefois pas égaux aux Chrétiens. Quatre restrictions sont en effet prévues : l'interdiction de témoigner en justice contre un chrétien, celle d'embarquer à plus de quatre juifs sur un navire (et de rejoindre Alexandrie), celle de travailler les dimanches et jours fériés chrétiens, et enfin l'obligation de porter un signe distinctif : la rodeta (« rouelle ») dès l'âge de sept ans et l'orales (« voile ») pour les femmes.

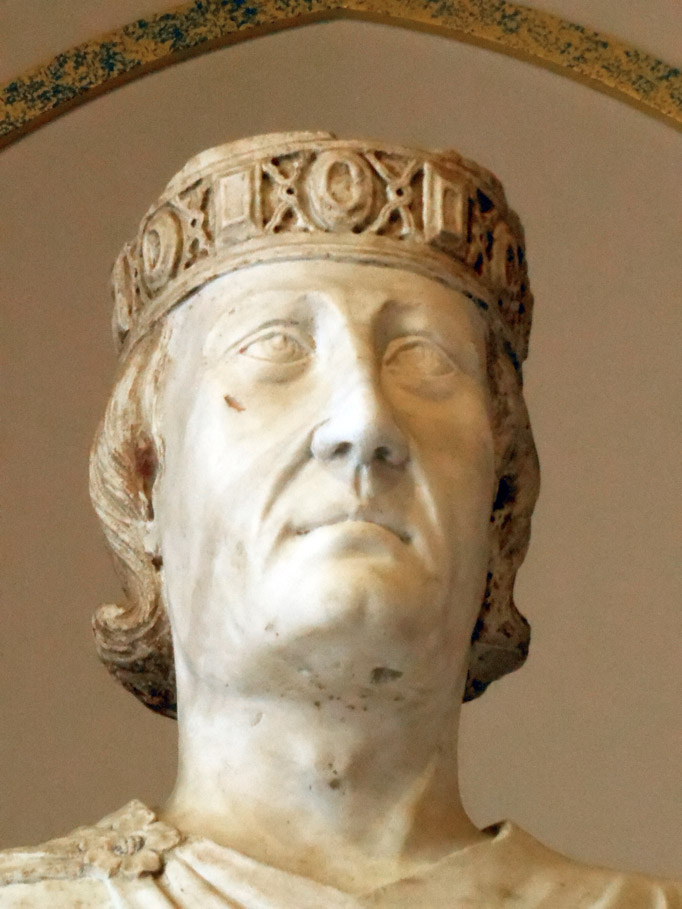
Les Chapitres de Paix, signés entre la ville et Charles Ier d'Anjou entre 1252 et 1257, confirment la citoyenneté des Juifs de Marseille.

Mais en confrontant ces interdictions théoriques avec la réalité des documents de l'époque, on observe une réelle souplesse à l'égard des Juifs et ils sont loin d'être des citoyens de seconde zone. Les notables israélites, par l'intermédiaire de leurs amici chrétiens, ont même voix au Chapitre.
Les seigneurs angevins de Provence ont fait preuve d'une relative tolérance à l'égard des Juifs. Charles d’Anjou, investi sur le trône de Naples par le pape Urbain IV en 1263, comprend le rôle que peut jouer Marseille dans son nouveau « royaume méditerranéen. » Il accorde beaucoup de faveurs aux Israélites de Marseille, qui possèdent d'importants réseaux de commerce local et méditerranéen. Par le traité de novembre 1262, il impose que ceux-ci lui appartiennent et ne payent d’impôts qu’à lui, afin de les protéger des abus des fonctionnaires locaux. En 1270 et en 1276, lorsque Charles d'Anjou impose à tous les juifs de Provence deux taxes de 6 000 et de 15 000 livres tournois, ceux de Marseille en sont exemptés.

## XIVeet XVesiècles: l'âge d'or juif à Marseille
Au début du Moyen Âge tardif, les Juifs sont 2 000 à Marseille, puis 1 000 après la peste noire (1347-1352) pour 10 à 12 000 habitants, soit environ 10 % de la ville. La ville est alors l'une des trois plus importantes implantations juives du comté de Provence avec Aix et Arles.
Contrairement à d'autres communautés de la diaspora, comme les juifs du Califat abbasside immigrés en Ifriqiya au XIe siècle, les relations inter-communautaires à Marseille ne se fondent pas majoritairement sur l'appartenance religieuse, mais sur des liens d'amicitia inter-ethniques au sein d'un même rang social élevé. Les notables juifs ne sont peut-être pas égaux aux chrétiens, mais ils sont traités avec équité. L'habituel solidarité et préférence communautaire de la diaspora juive est en partie remplacée par des relations économiques et politiques étroites entre notables israélites et chrétiens. Les Statuts sur les Juifs ne sont par ailleurs que partiellement appliqués et on observe une certaine tolérance envers la communauté de la part du comte et de la ville.

### Les Juifs dans la cité
Au XIVe siècle, le centre névralgique du judaïsme marseillais se situe dans la juiverie de la ville basse, près de l'église Saint-Martin. Ce n'est pas du tout un quartier fermé. À partir de 1361, il semble même se dilater et s'étendre vers l'Ouest, le long de la rue de l'Éperon. La « juiverie basse » compte deux synagogues mitoyennes, celle « du Verger » et celle « moyenne ». Fait remarquable, des Chrétiens prestigieux y vivent alors et l'habitat est onéreux. Les Juifs les plus riches achètent même plusieurs logements dans le quartier pour en contrôler l'accession à la propriété.

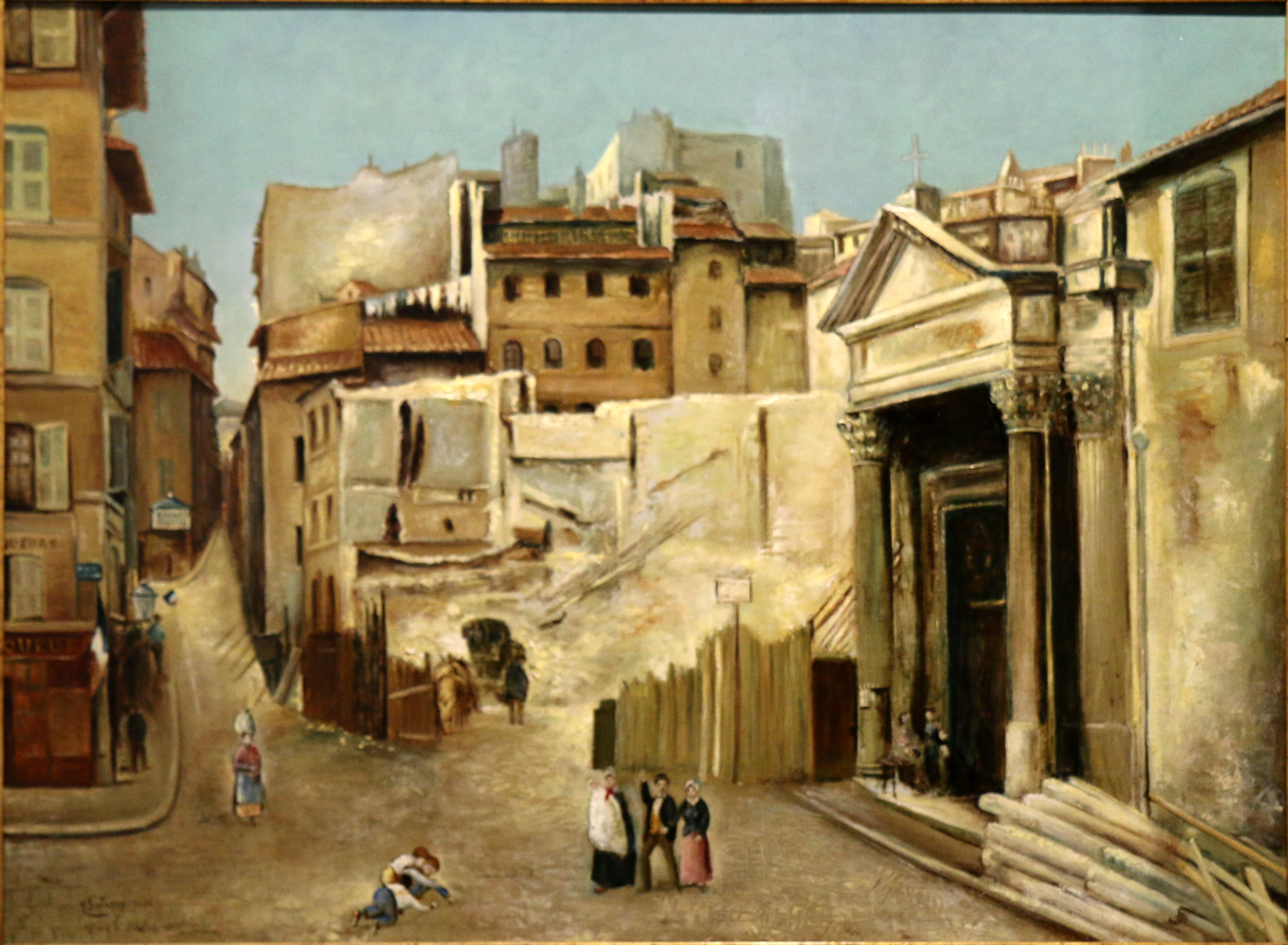
La juiverie de la ville basse s'étend près de l'Église Saint-Martin.

Une seconde juiverie se trouve dans la ville haute et s'étend autour de la Scola Turrium (« synagogue des Tours »), en face de la rue menant à la Porte d'Aix. Il est fort probable que les Juifs vivant dans cette seconde juiverie fassent partie des couches défavorisées de la communauté.
Les juiveries ne sont pas des ghettos et aucun règlement n’impose de résidence spécifique aux juifs de Marseille.
Malgré l'interdiction d'exercer une charge politique, les Juifs sont impliqués dans la vie de la cité et sont intégrés à la civitas. Une « Université des Juifs », officiellement reconnue par la ville et le comte, est chargée de représenter la communauté. Elle a un rôle principalement fiscal : les syndics négocient le montant de la taxe annuelle des juifs et encadrent la collecte de l'impôt. Il supervise aussi l'entretien des synagogues et veille à la solidarité communautaire, surtout caritative. Cette Université est sans doute dirigée par un collège de Juifs de plusieurs dizaines de membres. Tous sont connus et issus des grandes dynasties médicales, marchandes et financières : Bondavin, Profach, Passapayre, Salves, Jossé, etc.
Il semble que les Juifs de Marseille soient attachés à leur religion de manière positive, et non en réaction à l'hostilité des autres habitants comme on l'observe dans d'autres lieux à la même époque. Contrairement à l'Espagne où les troubles des années 1390 entraînent un mouvement massif de conversions, les 21 conversions de Juifs marseillais naissent d’un désir d’élévation sociale nourri par un sentiment de précarité, mais aussi d’une foi sincère pour la majorité des nouveaux chrétiens.
Il n'y a par ailleurs aucune mention d'accusation ou l'allégation antisémite contre la communauté entière qui ait donné suite à des persécutions, pas même après la dévastatrice peste noire de 1349-1351. En 1306 néanmoins, le rabbi espagnol Solomon ibn Adret rapporte le cas de Juifs se livrant à des jeux (« amusements ») pendant le Pourim dans une maison proche de celle de l'évêque, ce que les Chrétiens prennent alors pour une moquerie envers leur religion. Celui-ci aurait, pour réparer l'injure, imposé une lourde amende à l'ensemble de la communauté juive.

### Une souplesse des Statuts de la ville

Carte de la France en 1477. La Provence, indépendante du royaume de France, est gouvernée par la maison d'Anjou.

Malgré les restrictions des Statuts de la ville, les Juifs peuvent exercer une expertise juridiquement valable et contribuer à dire le droit. Les Israélites sont même sollicités pour aider à régler des litiges qui ne demandent pas une expertise spécifiquement juive, mais pour estimer un bien immobilier ou la qualité d'un produit par exemple.
L'interdiction de témoigner contre un Chrétien est loin d'être appliquée et vingt procès opposant deux parties chrétiennes montrent l'intervention d'un tiers juif en tant que procurator (« représentant ») ou bien comme témoin. Dans deux cas seulement la partie adverse invoque les Statuts de la ville pour contester la légalité du témoignage. Les Juifs interviennent également en tant qu'arbiter, l'arbitre qui propose une solution à un conflit en amont de la procédure judiciaire. En 1327 par exemple, lors d'un compromis entre Astes de Nîmes et son beau-fils Samuel de Nîmes, le problème est résolu par l'arbitrage de Vital de Nîmes et du Juif Vivellas Astrug. Pour tout le XIVe siècle, 26 juifs ont exercé au moins une fois le rôle d'arbitre.
Leurs obligations religieuses sont par ailleurs prises en compte par la réglementation municipale. Si les habitants doivent balayer devant leur porte le samedi, les Juifs doivent, eux, balayer le vendredi et ils sont dispensés de circuler avec une lumière les nuits de chabbat et de fêtes juives. Les autorités non juives se préoccupent d'empêcher le mélange des viandes, qui est contraire à la Torah, et les Juifs ont l'autorisation de tenir leur boucherie ouverte pendant Carême. En 1381, le Conseil de Marseille demande au vicarius (« viguier ») de supprimer l'obligation du port de la rouelle car elle porte atteinte à « l'antique liberté des juifs ».

### La protection des comtes de Provence
Les seigneurs angevins assurent la protection des Juifs durant tout le Moyen Âge tardif et tant que la Provence est sous leur contrôle, ils refusent d'écouter les allégations contre les Juifs. Ces derniers paient d'ailleurs la tallia judeorum au prince, ce qui représente une source de revenu non négligeable pour un seigneur constamment en guerre et essayant de construire un État. Robert d'Anjou, petit-fils de Charles Ier, donne son appui à l’usure juive puisqu'il ordonne, à plusieurs reprises (en 1324 et en 1329 au moins) le remboursement per integre (« usure comprise ») des dettes contractées auprès des prêteurs israélites de Marseille. En 1331 et en 1332, Philippe de Sanguinet, sénéchal de Provence, décrète que les communautés juives doivent être protégées contre toute vexation et leurs priorités gardées par des officiers royaux. En 1422 encore, Yolande d'Aragon, comtesse de Provence, interdit à ses officiers royaux de prendre certaines propriétés privées aux Juifs sous peine d'un renvoi et d'une amende. Deux juifs, Solomon Botarelli et Baron de Castres, convainquent même René d'Anjou de fermer le baptistère de Saint-Martin où une chrétienne a forcé une jeune fille juive à se faire baptiser.

### Les Juifs acteurs de la vie économique

#### Les relations d'alliance du prêt judéo-chrétien
La communauté juive est intégrée dans la vie socio-économique marseillaise et entretient des relations avec le groupe majoritaire, surtout au travers du prêt qui rapproche Chrétiens et Juifs. Ces derniers subissent d'ailleurs peu d'accusations d'usure. Pour tout le XIVe siècle, on ne recense que cinq procès où des prêteurs juifs sont taxés « d'usuriers notoires. » Au contraire, les usuriers intentent souvent des procédures contre les mauvais payeurs.
En théorie le prêt est devenu à Marseille « gratuit et amoureux » (c'est-à-dire sans intérêt) depuis 1318, à la suite des décisions du Concile de Vienne. Mais beaucoup de prêts ont un taux d'intérêt déguisé et le crédit marseillais fonctionne d'une manière particulière : les capitaux qui passent entre les mains des créanciers juifs sont alimentés par l'argent de la noblesse chrétienne, ce qui permet aux prêteurs israélites de nouer des relations fidèles avec des familles puissantes de la société majoritaire catholique. L'historienne Juliette Sibon parle d'un « réseau d’alliances entre coprêteurs juifs et chrétiens ».
L’activité du prêt à intérêt est sans doute peu lucrative pour les Juifs. Elle est plutôt destinée à faire fructifier les capitaux de la noblesse chrétienne et le prêt est alors utilisé par les notables israélites comme une méthode de contact leur permettant d'occuper un rôle important au sein de la ville. Il n'y a ainsi aucune politique d'exclusion envers la communauté israélite, mais des relations fondées sur une éthique commune de rang commun.
Salomon de Bédarrides émerge comme un des plus gros prêteurs de la seconde moitié du XIVe siècle (256 prêts d’une valeur moyenne de plus de 400 sous), aux côtés d'autres comme Cregut Profach et Vidon Maymon.

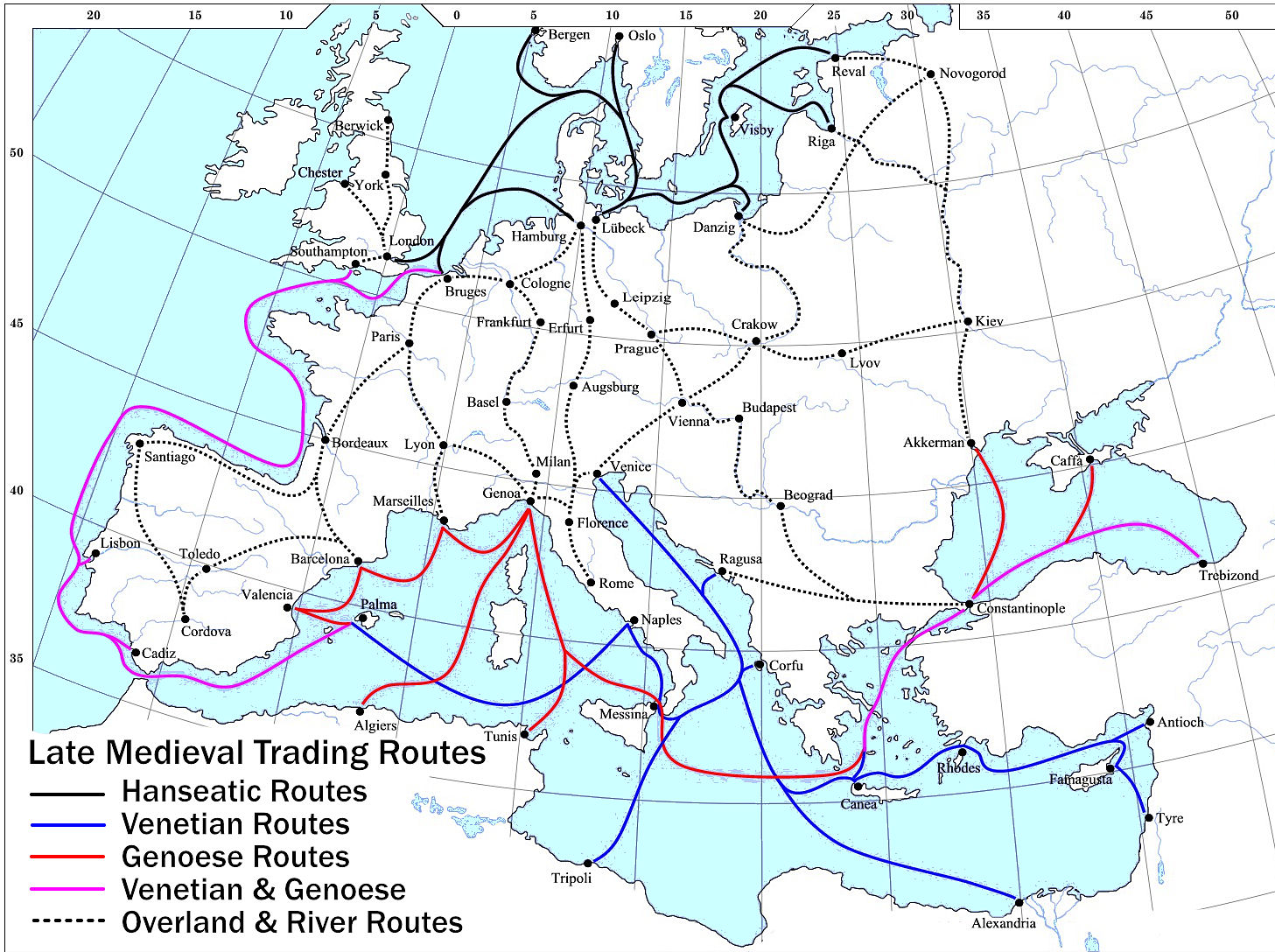
Marseille est au cœur des routes commerciales du Moyen Âge tardif.

#### Les réseaux du grand commerce
Les Juifs marseillais tiennent une place importante dans le commerce des épices dès le XIIIe siècle. On fait état, pour l’année 1248, de nombreuses commandes de clous de girofle, de safran, de cumin ou de noix de muscade effectuées par des Juifs comme Ansaret fils d’Abram ou Astruc Cordier.
Les relations avec les autres communautés israélites du bassin méditerranéen sont considérables dans le grand commerce, surtout avec la Sardaigne et la Catalogne, et particulièrement Majorque. Depuis l'Occident, ils exportent le corail ouvré, le vin cacher, les draps, et les huiles et fruits secs provençaux. En Afrique du Nord, ils se fournissent en cire barbaresque et en cuir.
L'activité avec les comptoirs orientaux est toujours bien présente malgré l'interdiction de se rendre à Alexandrie. Ils vont y chercher du poivre, du gingembre et du sucre pour les vendre sur les marchés catalans, français et flamands. À la fin du XIVe siècle, la plupart des commandes des Juifs de Marseille sous à destination d'Alexandrie, par l'intermédiaire de mandatés chrétiens.
Dans la première moitié du XIVe siècle, Bondavin de Draguignan est l'homme d'affaires juif qui passe le plus de commande. Il accroit son patrimoine financier et immobilier de façon impressionnante, ce qui atteste à la fois de l'intégration de la communauté juive dans la société englobante et de la confiance que cette dernière lui accorde.
Les marchands juifs s'impliquent également dans le ravitaillement de la cité en cas de crise. En 1384, Léon Passapayre fait venir 156 setiers de froment d'Arles. La même année, il importe plusieurs tonnes de blé de Catalogne.
Dans les dernières décennies du XVe siècle, le négoce juif marseillais s’affaiblit, y compris dans le domaine des épices où ils étaient nombreux auparavant, ce qui prélude sans doute à l’amenuisement de la communauté juive et à son éviction de Provence à l’aube du XVIe siècle.

#### Les entrepreneurs juifs
Ces entrepreneurs juifs sont également présents dans l'exploitation agricole, mais aussi dans le remembrement des bastides et l'élevage. Bondavin confie par exemple douze de ses vaches à trois éleveurs chrétiens par contrat de mégerie et possède des mules, indice d'une participation au transport terrestre.
Quant à l'entreprise artisanale, la plus visible est celle du corail. La seule source de cette activité nous étant parvenue sont les « carnets de liaison » du juif Mordacays Joseph. Ils nous montrent que le marché du corail n'est pas monopolisé par les Juifs et y participent aussi les Chrétiens.
La première source attestant de la fabrication du savon de Marseille remonte en 1371 et à l'entrepreneur Juif Crescas Davin. S'il n'y aucune preuve de commercialisation du produit, cette activité va continuer avec son fils au moins jusqu'en 1418.
Beaucoup de Juifs sont également médecins. Ils exercent dans les hôpitaux de la ville et sont sollicités par la justice en tant qu’experts dans des affaires criminelles. Malgré la loi provençale de 1306 qui interdit aux chrétiens le recours aux médecins juifs, on fait souvent appel à eux pour examiner des blessures et cadavres.

### L'immigration juive

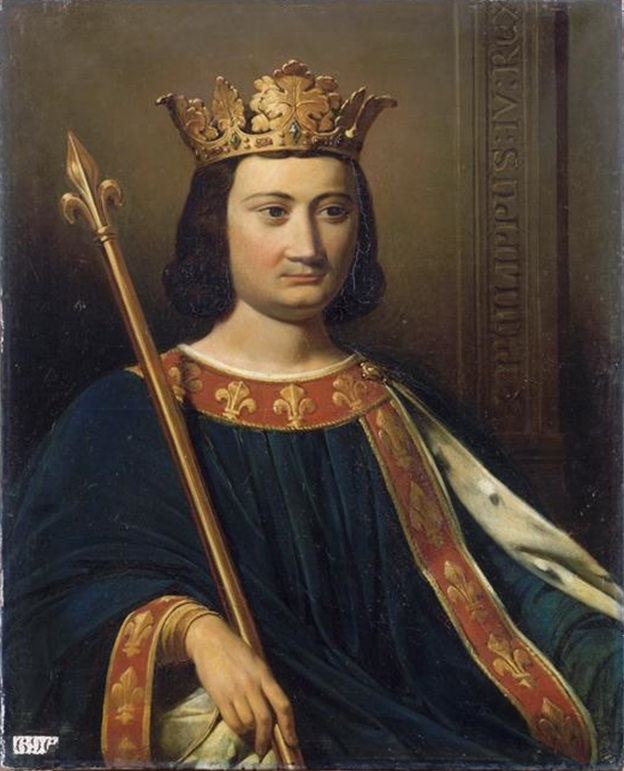
En 1306, Philippe IV le Bel fait expulser les Juifs du royaume de France. La Provence apparait à côté comme « une autre Judée » pour beaucoup d'Israélites.

Après l’édit d’expulsion générale des juifs de France de Philippe le Bel en 1306, puis la destruction du Talmud à Avignon et l’équipée des Pastoureaux en 1320 qui se transforme en véritable croisade contre les juifs du Sud-Ouest, le comté de Provence indépendant est perçu par les Tsarfatim (les « Juifs du royaume de France ») comme « une autre Judée », selon l'expression d'Armand Lunel.
Pourtant, l'accueil des réfugiés semble avoir été limité à Marseille. Les sources latines ne donnent aucune trace d'immigration juive massive dans la ville au lendemain des persécutions de 1306. Si les documents sur l'immigration sont certes peu nombreux, ces chiffres s'expliquent aussi par le protectionnisme des élites marseillaises, qu'elles soient chrétiennes ou juives. De plus, la distinction est réelle entre les judeus cives et habitador (les « Juifs marseillais ») et les judeus extra-meus (les « juifs étrangers »). Il en est fait par exemple mention dans une délibération municipale de 1323 pour faire face à la disette de blé et de vivres engendrée par un afflux massif d'une « foule de juifs étrangers. »
Bien que rare, l'immigration des quelques groupes de Juifs confirme l'aire de rayonnement de Marseille pour la diaspora. En 1395-1396 par exemple, cinq néophytes barcelonais (des conversos) s'y implantent.

## Expulsion des Juifs de Provence (1501-1791)

### L'union de la Provence à la France et les édits d'expulsion

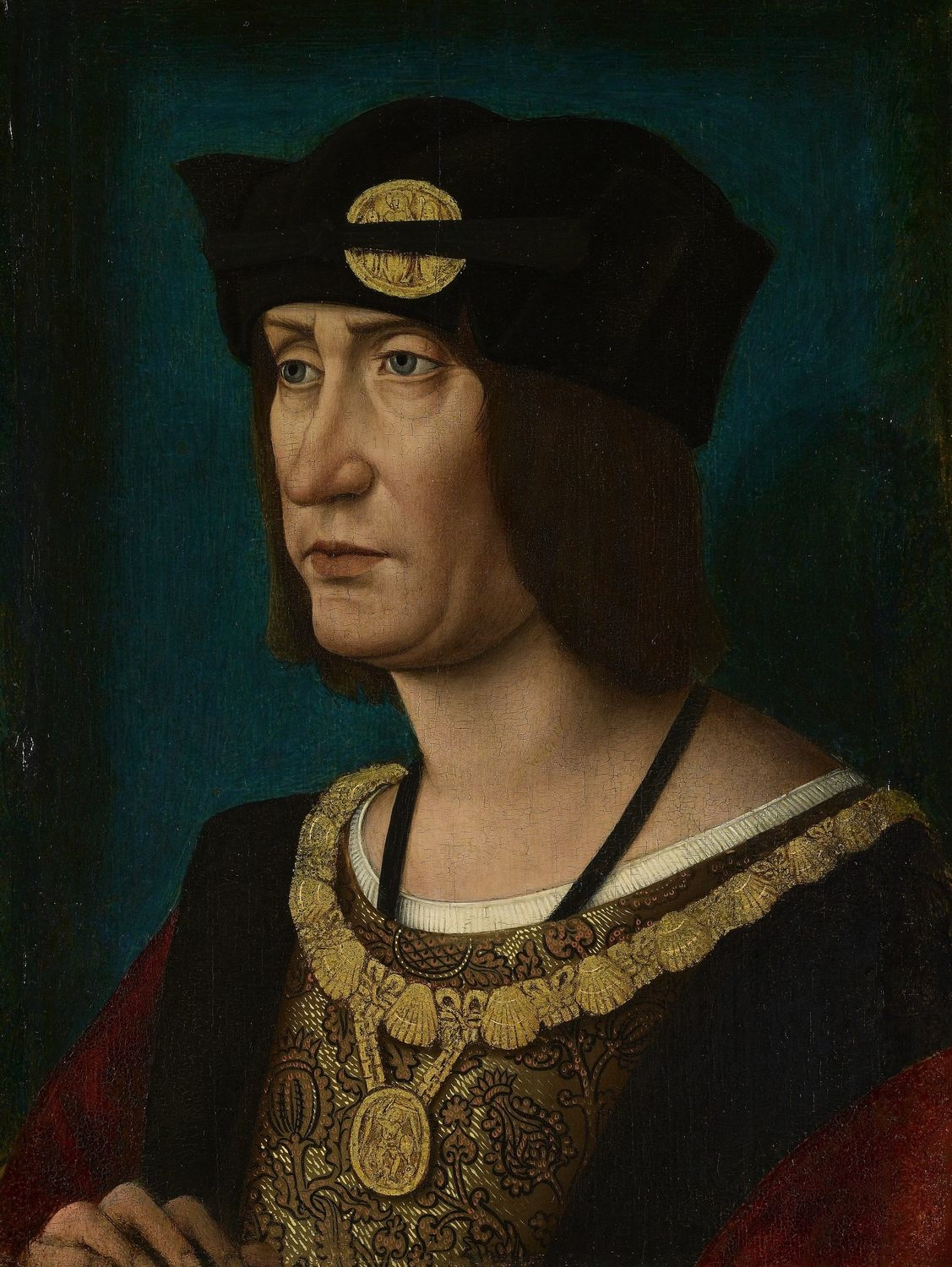
En 1501, Louis XII ordonne l'expulsion définitive des Juifs de Provence.

En 1482, par le jeu des successions, la dynastie d'Anjou perd le comté de Provence qui tombe entre les mains du roi de France Louis XI. La Provence est alors annexée au royaume de France. Celui-ci évite de les taxer et renouvelle leur droit de séjour. Cette tolérance est reprise, au début de son règne, par Charles VIII.
Dans une époque de montée des persécutions antisémites en Europe, Marseille est marquée par plusieurs émeutes anti-juives en 1484, tout comme à Arles où les heurts ont fait 16 morts. Comme souvent, les Juifs sont accusés d'être fauteurs de troubles et les édiles commencent à demander leur expulsion ; d'autant plus qu'en 1492, les Juifs sont expulsés d'Espagne. Charles VIII prononce l'édit d'expulsion en 1498 et décrète que les Juifs désirant partir devront être autorisés à le faire sans danger. Si certains partent et d’autres se convertissent, on ne tient pas vraiment compte de cette décision.
Les persécutions continuent pourtant et un nouvel édit de Louis XII le 31 juillet 1501 sonne l'expulsion définitive des Juifs de Marseille. Cette fois, ils sont chassés et on se saisit de tous leurs biens. Alors, pendant deux siècles, l'histoire des Juifs à Marseille tombe dans le silence presque complet.

### Les Juifs pendant l'interdiction
Avignon et le Comtat-Venaissin, sous la protection du pape, sont les plus proches refuges pour les Juifs de Provence. Les Juifs du pape deviennent la dernière communauté juive provençale, où ils résident dans des carrières à Avignon, à l'Isle-sur-la-Sorgue, à Carpentras ou à Cavaillon. S'ils sont tolérés, c'est néanmoins au prix de nombreuses interdictions comme celle ne pas coucher hors de leur quartier réservé.
Si l'on ignore le nombre de Juifs en Provence restant sous l'Ancien Régime, ce sont surtout des Juifs du pape, avec quelques communautés marginales dans le reste de la région. De nombreux Juifs choisissent de se convertir au christianisme plutôt que de quitter leur maison. À Marseille, ils doivent se contenter des périodes de foire et des trois jours de présence qui leur sont autorisés. C'est suffisant pour que les Juifs d'Avignon, de L'Isle-sur-la-Sorgue ou de Cavaillon viennent passer chez les notaires de la ville des contrats de prêt ou de vente de mulets.
Mais après leur expulsion de Provence, les Juifs essaient plusieurs fois de s'installer à Marseille. Dans la seconde moitié du XVIIe siècle, la concurrence acharnée que se livrent les ports européens pousse Colbert à adopter en 1669 un édit d’affranchissement pour inciter et sécuriser l’installation de négociants étrangers, ce qui entraîne les négociants juifs Joseph Villareal et Abraham Atias à immigrer dans la ville. Ils prospèrent une dizaine d'années et atteignent presque le statut de citoyens. D'autres familles suivent et une synagogue est bientôt ouverte. Les députés du commerce de la ville, qui craignent une concurrence étrangère accrue, entame une longue campagne pour protéger le négoce local du « péril juif ». En 1682, le Conseil du Roi finit par expulser les commerçants juifs de la ville.
En 1758 un arrêt expose que les Juifs « se sont enhardis dans les derniers temps à venir demeurer dans les villes [françaises] et principalement à Marseille, où ils ont des magasins de marchandises, des maisons où ils logent à différents quartiers, et où ils vendent leurs marchandises. » Puis entre 1768 et 1770, le riche négociant Sabaton Constantini organise rue de Rome un premier lieu de culte clandestin pour les Israélites. Dans les années qui suivent, la croissance de la petite communauté continue. Ils sont au moins 200 en 1783 lorsque Solomon de Silva et Mordecai Ḥay Darmon acquièrent un terrain le long de l'actuelle traverse du Cimetière des Juifs pour y établir un lieu de sépulture. Des divergences divisent la communauté en deux en 1790, mais en 1804, c'est une communauté à nouveau unie qui fait construire une synagogue et un nouveau cimetière.

## XIXesiècle: le retour des Juifs à Marseille

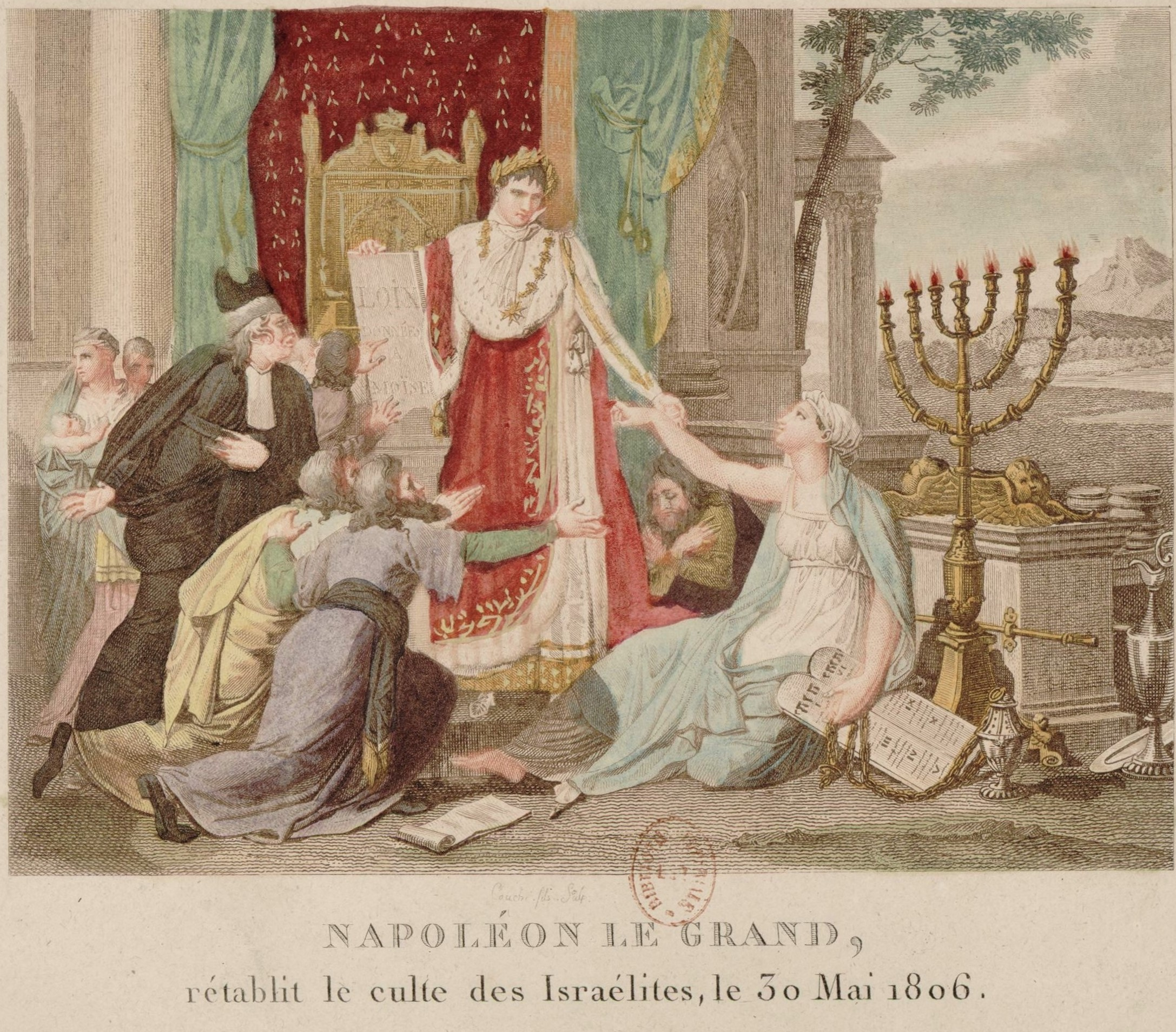
L'émancipation des Juifs de France permet leur retour à Marseille et leur progression sociale dans la ville. Ici, Napoléon rétablit le culte israélite en 1806.

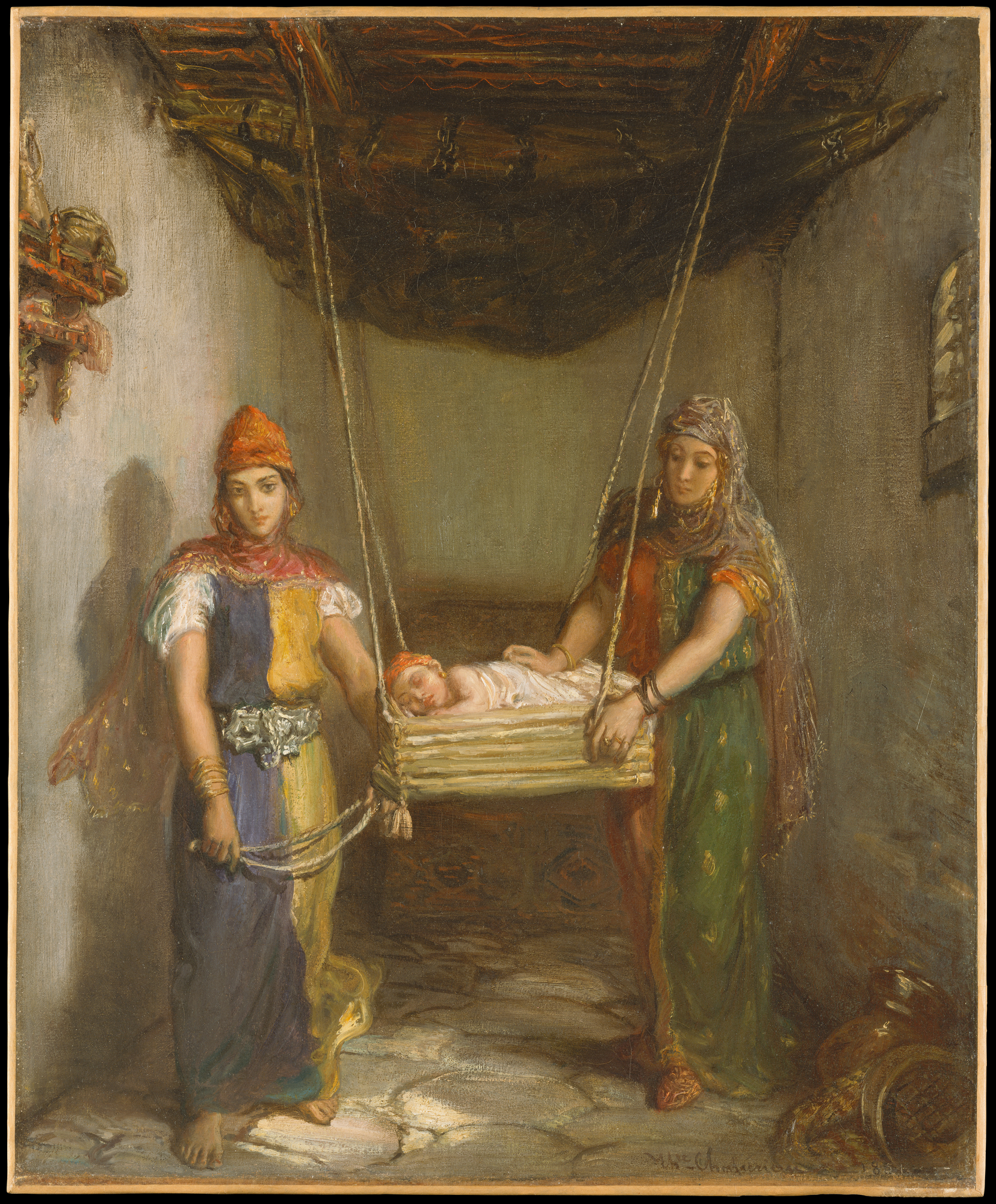
Beaucoup de Juifs sont déjà des Algériens. Ici, dans le quartier juif de Constantine (1851).

À partir de l'émancipation des Juifs en 1791, les Juifs du pape quittent leurs carrières pour vernir se concentrer dans les Bouches-du-Rhône. À Marseille, la population israélite augmente rapidement pendant tout le XIXe siècle jusqu'à atteindre 2 600 personnes en 1872. La position de Marseille comme foyer juif dans la région est réelle : 83 % des Juifs du département vit à Marseille en 1872.

### Un «microcosme du monde juif»
Dès 1808, Marseille est « un microcosme du monde juif » dans lequel apparait un cosmopolitisme évident. Un Juif sur cinq est étranger (12 % d'étrangers à Marseille) ; et selon une enquête de 1808, on compte dans la ville des Juifs provençaux, des Juifs du pape, du bassin méditerranéen, et même de Nancy ou d'Amsterdam.
Dans la seconde moitié du XIXe siècle, l'immigration juive vient surtout du Midi de la France, de l'Alsace-Lorraine (un migrant sur cinq après la guerre de 1870) et du bassin méditerranéen. Parmi ces derniers, les Italiens sont les plus nombreux (ce qui n'a rien d'étonnant au regard de l'explosion de l'immigration transalpine à Marseille au même moment) ; suivis des Algériens (qui sont de nationalité française à partir du Décret Crémieux en 1870) ; et des « Levantins » (turques, palestiniens et syriens). Les étrangers forme à la fin du siècle la majorité de la population juive marseillaise et contribuent largement à sa croissance.
Progression de la population juive à Marseille au XIXe siècle, alimentée par l'immigration :
|                   | 1808, | 1837  | 1851  | 1861  | 1870, | 1900  |
| ----------------- | ----- | ----- | ----- | ----- | ----- | ----- |
| Population juive  | 440   | 975   | 986   | 2 113 | 2 600 | 2 500 |
| % total           | 0,4 % | 0,7 % | 0,5 % | 0,8 % | 0,9 % | 0,5 % |
| % Juifs français  | 4/5   |       |       |       | 1/3   |       |
| % Juifs étrangers | 1/5   |       |       |       | 2/3   |       |

### Les Juifs de Marseille sous le Second Empire
Les Juifs vivent majoritairement au sud du centre-ville, dans un secteur aisé comprenant les quartiers de Saint-Victor, Opéra, Palais de Justice, Préfecture et Vauban. Un autre quart d'entre eux habite les quartiers populaires au nord du Vieux-Port, dans la vieille ville et à Belsunce. Depuis leur admission à la citoyenneté française en 1791, les Israélites ont la possibilité d'exercer tous les métiers. En général, ils connaissent une certaine progression sociale et l'exercice de la judaïcité est relativement aisée à Marseille. La plupart occupe une profession économique supérieure, ou bien les métiers de commerçant, d'employé ou d'artisan. Le rôle de production dans la famille est l'exclusivité du sexe masculin, les femmes juives étant quasiment absentes du monde du travail. Les mariages mixtes, s'ils sont proscrits par la loi juive, sont en légère augmentation sous le Second Empire. À Marseille, en 1872, ils représentent 15 % des unions juives.
Les Séfarades des rives méditerranéennes sont, eux, souvent des négociants et des « intermédiaires privilégiés avec l'Afrique du Nord et le Moyen-Orient » grâce à leurs « réseaux internationaux du négoce ». Les Juifs connaissent souvent une promotion sociale rapide : ils travaillent d'abord chez les autres avant de créer leur propre affaire.
La grande synagogue de Marseille est inaugurée en 1864. Le modèle est sans doute celui de la synagogue de la rue de Nazareth à Paris, construite en 1852 dans un style roman-byzantin. Elle s'inspire également d'influences orientales et occidentales, rappelant les origines des fidèles, mais aussi l'architecture de la Cathédrale de la Major et de Notre-Dame de la Garde, construites au même moment.
À la suite de cette immigration massive qui s'accélère à la fin du siècle, et après la défaite de 1870 qui conduit à l'annexion des « provinces perdues » d'Alsace et de Lorraine par l'Empire allemand et à l'arrivée de nombreux Juifs alsaciens, la Marseille passe au deuxième rang des communautés israélites françaises, derrière celle de Paris.

## XXesiècle: «La nouvelle Jérusalem de la Méditerranée»

### Les réfugiés de guerre et la rafle du Vieux-Port (1914-1945)
Aux réfugiés juifs alsaciens et lorrains qui fuient les guerres franco-allemandes s'ajoutent bientôt de nombreux Juifs ashkénazes d'Europe de l'Est réchappant aux persécutions et pogroms de l'entre-deux-guerres, certes dans une moindre mesure qu'à Paris, qui reste le centre de l'immigration juive en France jusqu'à la Seconde Guerre mondiale,. La population israélite est estimée à environ 30 000 âme en 1941, dont peut-être 45 % de Juifs provençaux à qui s'ajoute une communauté toujours importante de Juifs séfarades du Maghreb (surtout algériens) et d'Orient, ainsi qu'une minorité de Juifs étrangers ashkénazes.
À la veille du second conflit mondial, la plupart des Juifs des Bouches-du-Rhône occupent des professions libérales et commerciales (seuls 15 % d'entre eux évoluent dans d'autres professions et 9 % n'ont pas d'emploi.) Contrairement aux Juifs parisiens qui sont 65 % à travailler dans l'industrie du textile, ils ne sont que 3 % à Marseille. La situation socio-économique des Juifs algériens est plus difficile, ils sont une infime minorité à atteindre les professions les plus élevées.
L’éducation juive à Marseille se limite, avant la Seconde Guerre mondiale, à l’éducation religieuse donnée par les familles et par les Talmud Torah . L’enseignement religieux qui prépare les garçons à la bar mitzvah se fait alors dans l’enceinte de la grande synagogue de la rue Breteuil, sous la surveillance du grand rabbin Israël Salzer. Celui-ci anime régulièrement un cercle d’études juives chez lui.
Dans les années 1930, l'arrivée de ces milliers de Juifs ashkénazes fuyant les persécutions et les pogroms de l'Europe de l'Est, combinée aux difficultés de la Grande Dépression, a engendré une hausse de l'antisémitisme en France, et à Marseille en particulier. Même les Juifs français, qui incarnent la petite bourgeoisie marseillaise, voient d'un mauvais œil l'arrivée de ces réfugiés, souvent acculturés et ne parlant pas le français. À l'invasion allemande en 1940, ce sont les Juifs d'Alsace-Lorraine, puis de la région parisienne et d'ailleurs en France occupée qui rejoignent, entre autres, Marseille, plus grande ville de la Zone libre. La population est estimée à environ 30 000 israélites en 1941 et le quotidien Le Matin la surnomme alors « la nouvelle Jérusalem de la Méditerranée. ».
Progression de la population juive à Marseille au début du XXe siècle :
|                  | 1900  | 1930                                        | 1941                               |
| ---------------- | ----- | ------------------------------------------- | ---------------------------------- |
| Population juive | 2 500 | 2 000 (est. basse) 12 à 13 000 (est. haute) | ~30 000 dont 8 000 Juifs étrangers |
| % total          | 0,5 % | 0,5 à 1,6 %                                 | 3 %                                |

C'est de Marseille que le journaliste américain Varian Fry permet à de nombreux intellectuels français ou réfugiés en France, dont de nombreux Juifs, de s'échapper vers les États-Unis. Parmi les mille personnes qui sont parvenues à quitter la France de Vichy grâce à son action, on peut citer les écrivains Franz Werfel et Lion Feuchtwanger, le peintre Marc Chagall, le sculpteur Jacques Lipchitz, la philosophe Hannah Arendt, le prix Nobel de médecine Otto Meyerhof et l'anthropologue Claude Lévi-Strauss.

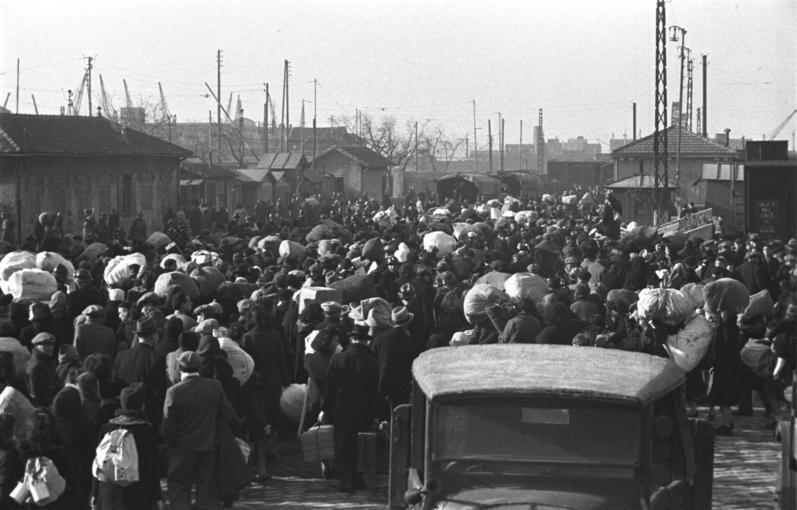
Déportation des Juifs depuis la gare d'Arenc (1943)

Le 21 janvier 1943, les Marseillais voient arriver dans la ville des forces de police venues de Toulouse, Lyon, Nancy, et même de Paris. Dans la nuit débute la Rafle de Marseille (ou « Rafle du Vieux-Port ») : la police traque les Juifs jour et nuit jusqu'au 27 janvier. Les appartements sont méticuleusement fouillés et des serruriers appelés pour ouvrir la porte des Israélites qui prétendent avoir quitté les lieux. Les rues Sénac, de l'Académie, Saint-Saëns et Pisançon, ainsi que la « vieille ville », qui abritent alors une grande population juive, sont particulièrement visés. Finalement, 1 600 immeubles du Vieux-Port sont dynamités et 2 000 Juifs envoyés vers les camps de la mort. La collaboration de la police française avec l'occupant nazi a été particulièrement remarquée lors de cet événement.

### Les rapatriés d'Algérie (1945-aujourd'hui)
À la suite des accords d'Évian en mars 1962, la presque totalité des 150 000 Juifs d'Algérie prend le large vers la métropole. Partis comme la majorité des Français d'Algérie en catastrophe, ils bénéficient comme les autres rapatriés de la « solidarité nationale ». Ils se mêlent dans un premier temps à la masse des Pieds-Noirs avec lesquels ils se confondent. Marseille devient la principale porte d'entrée de ces migrants : plus de 80 % des nouveaux arrivants provenant de Tunisie, puis d’Algérie en 1962, sont passés par la ville. S'ils transitent parfois par Marseille avant de partir pour Israël, une grande partie s'y établit définitivement. Marseille voit alors sa population juive passer de 12 000 à 50 000 personnes après l'exode.
Dans une population juive française en cours d’ascension sociale, surtout composée de professions libérales, d’artisans et de commerçants, les caractéristiques des israélites du Maghreb ne manquent pas de susciter l’étonnement. Ils représentent globalement un nouveau « prolétariat juif », plus pauvres qu'eux – ceci est surtout valable pour les Marocains et une partie des Tunisiens –, et moins qualifiés. Face à un mode de vie et des rituels inconnus, ainsi qu'une culture méditerranéenne éloignée de la traditionnelle discrétion ashkénaze, les Juifs de France sont surpris, voire parfois même agacés. À Marseille, où Wladimir Rabi mène une enquête en 1962, les tensions sont vives dès cette année entre les « autochtones » et les « immigrés. »
En 1986, le journaliste Alain Chouffan écrit que la ville compte 22 synagogues, chaque rite ayant la sienne : « comtadin, marocain, turc, égyptien, sud-marocain, loubavitch-marocain, séfardo-marocain, sud-oranais (pour les juifs de Colomb-Béchar) et même djerbien (pour ceux de Djerba) ». À ce moment, les liens avec la tradition religieuse semblent se distendre : seuls 20 % d'entre eux participent assidûment à la vie communautaire et les mariages mixtes se multiplient, un sur deux selon le journaliste du Nouvel Obs.
La communauté israélite de Marseille s'élèverait aujourd'hui à 70 000 ou 80 000 personnes en 2015, soit la troisième communauté juive d'Europe, après celles de Paris et de Londres,.

## Les Juifs à Marseille aujourd'hui, troisième communauté d'Europe

### Organisation du culte
L'actuel grand rabbin de Marseille est Reouven Ohana. La principale synagogue consistoriale est la grande synagogue de Marseille. La ville abrite 58 synagogues, pas toutes affiliées au Consistoire.
Les autres composantes de la communauté juive sont aussi représentées à Marseille tels que les Loubavitch, les massorti et les libéraux.

### Lieux de vie

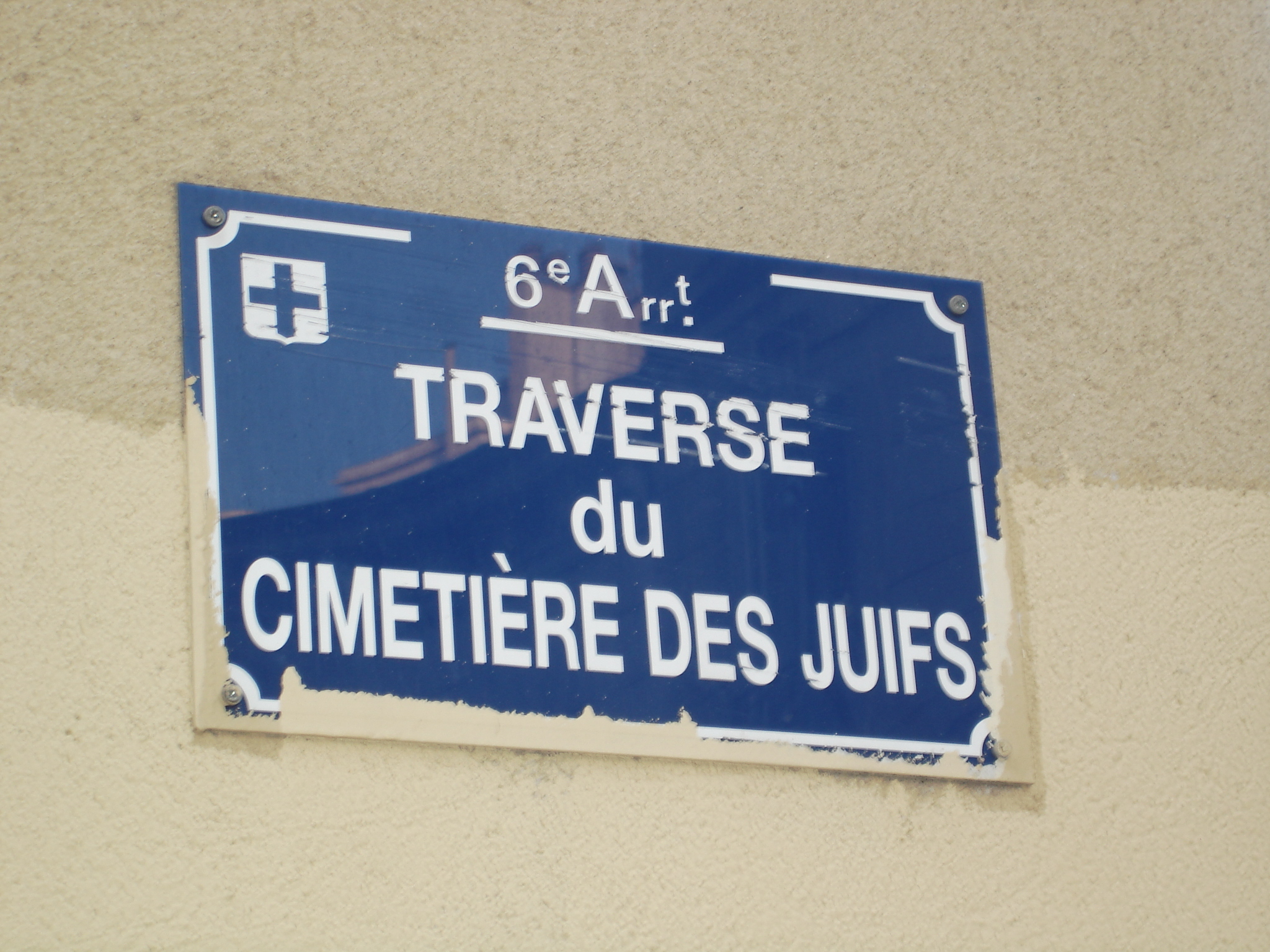
« Traverse du cimetière des Juifs », l'une des ruelles étroites de Marseille.

Dans le centre-ville, le quartier situé entre la rue de Rome, la rue Breteuil, la rue Saint-Suffren et la rue Dragon est le centre décisionnel de la communauté à Marseille, ainsi qu'un important lieu de vie. Il abrite la grande synagogue de Marseille, une école juive, le Consulat d'Israël à Marseille, l'agence juive pour Israël, les bureaux du CRIF marseillais, ainsi que des boutiques religieuses et alimentaires.
Les quartiers de Saint-Tronc, La Rose et Malpassé abritent également une importante communauté juive.

### Éducation
Le Consistoire de Marseille dénombre 23 établissements scolaires juifs à Marseille.

### Associations et médias
La communauté juive marseillaise possède sa propre radio : « Radio JM », créée en 1982.

## Relations inter-communautaires

### Relations avec les Musulmans

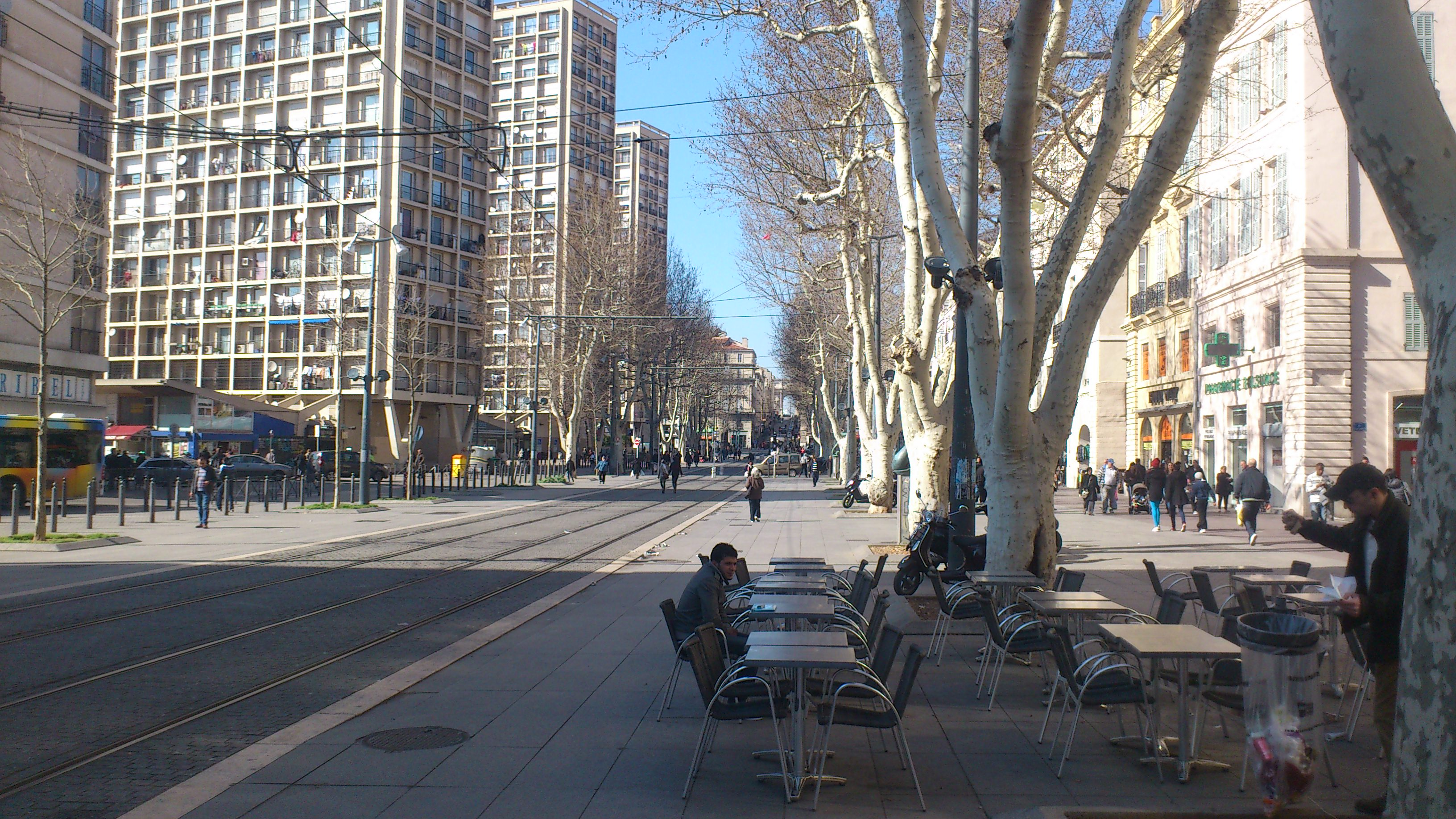
Le quartier de Belsunce où à partir des années 1970 se côtoient de nombreux Juifs et Arabes.

La présence musulmane est ancienne à Marseille, mais très faible avant les années 1950 et l'arrivée des immigrés maghrébins. Au recensement de 1975, 60 % des étrangers sont d'origine maghrébine alors que les Algériens représentent à peine 1 % de la population totale en 1936.
Si la présence juive à Marseille est beaucoup plus ancienne, et s'ils sont déjà plusieurs dizaines de milliers en 1941, la plupart des Juifs marseillais sont aujourd'hui des Juifs séfarades descendants de réfugiés algériens. Ainsi, la plupart des Juifs comme des Arabes est arrivée en même temps dans la ville entre les années 1950 et 1970 après avoir quitté le même pays, voire les mêmes villes en Algérie.
L'historienne américaine Maud S. Mandel décrit les rapports entre Juifs et Arabes à Marseille comme « harmonieux, voire conviviaux ». Selon elle, ces échanges plus paisibles que dans d'autres villes françaises s'expliquent par le rôle du port et du centre-ville. Ces quartiers ont vu se succéder différentes vagues de migrations et les différents groupes ethniques successifs ont pu s'y rencontrer.
Par exemple, le quartier de Belsunce compte 35 % d'Arabes en 1975 alors que de nombreux Juifs y tiennent des commerces. Si cette situation n'est pas propre à Marseille et une situation semblable se produit à Paris dans le quartier de Belleville, la crise du logement dans la ville fait que beaucoup d'immigrants restent plus longtemps que prévu dans leur logement d'arrivée. Dans les quartiers de La Rose et Malpassé, les Juifs vivent depuis de nombreuses années à proximité de quartiers à dominante musulmane. Ces quartiers comportent plusieurs écoles juives, dont une au milieu de la cité Frais-Vallon, majoritairement composée de populations d'origine maghrébine et comorienne.
Mandel estime que la relative stabilité politique des années Defferre (maire de Marseille de 1953 à 1986) et son contrôle étroit sur l'establishment politique expliquent aussi ce phénomène. Pour elle enfin, malgré le retour des tensions judéo-musulmanes en France depuis le début des années 2000, à Marseille les relations entre les deux communautés restent globalement calmes.

### Antisémitisme
Entre 2009 et 2011, seules 59 attaques antisémites auraient été recensées à Marseille (contre 349 pour Paris intra-muros). Dans le quartier de Saint-Tronc, qui abrite une importante communauté juive, les plus traditionalistes en habit circulent d'ailleurs sans difficulté. Michèle Teboul, représentante régionale du groupe de coordination du CRIF parle de « miracle de Marseille » et l'attribue en partie à la création d'un groupe de dialogue inter-religieux par la mairie en 1991. Certains évoque la présence dissuasive de groupes d'auto-défense ou d'une mafia juive. Cette théorie, même si elle est à retenir, semble loin d'être l'explication principale puisque les Arabes sont également présents dans le crime organisé.
Cependant, et même si la situation reste plus favorable au quotidien que dans les autres villes françaises, elle parait pour certains s'être dégradée depuis les années 1990, à la suite d'une nouvelle montée de l'antisémitisme dans l'ensemble de la France à partir des années 2000.
Dans les années 2010, à côté d'autres agressions antisémites dans le pays (tueries de Toulouse contre une école juive en 2012, prise d'otage de l'Hyper Cacher de la Porte de Vincennes en 2015), la ville est touchée par une montée des tensions et plusieurs attaques (non mortelles) à l'arme blanche contre les Juifs : un rabbin en octobre 2015  et un enseignant en janvier 2016 à Saint-Tronc, par un jeune de quinze ans se réclamant de l'État islamique.

## Culture

### Langue
Au XIVe siècle, les Juifs marseillais portent souvent des noms bibliques qu'ils ont occitanisés. David devient par exemple Davin, Moïse devient Mossé ou Mosson, Esther devient Stes ou Sterta.
Les Juifs de Provence sont à l'origine d'une langue d'oc mêlant hébreu et provençal, le shuadit. Le premier texte connu écrit dans cette langue provient du rabin Isaac ben Abba Mari de Marseille dans son œuvre Ittur, écrite entre 1170 et 1193. Parlée parmi les Juifs du pape et de Provence, et à l'origine d'une littérature importante pour son faible nombre de locuteurs, elle commence à décliner du fait de l’Inquisition, mais aussi de l’émancipation des Juifs qui éparpille dans tout le territoire français les communautés juives réfugiées jusque-là dans le Comtat-Venaissin. La langue est désormais éteinte depuis la mort de son dernier locuteur, l'écrivain Armand Lunel, en 1977.
Le judéo-arabe, la langue des Juifs d'Afrique du nord, est encore parlé par une poignée de personnes à Marseille.

### Cuisine
Les Marseillais sont surtout influencés par la cuisine juive séfarade et arabe maghrébine, ainsi que par la cuisine proche-orientale. La kémia, la dafina, le pkaïla et le msoki font partie de la tradition culinaire nord-africaine ; tandis que les falafels, le houmous et le mezzé incarnent la cuisine orientale.

### Institutions culturelles
Le Centre Edmond Fleg est le centre culturel juif de Marseille. Situé impasse Dragon, il a été créé en 1964 au moment où la communauté doit se structurer pour accueillir les Juifs rapatriés d’Afrique du Nord. La bibliothèque juive de Marseille, créée en 1994 près du rond-point du Prado, contient plus de 6 500 ouvrages.

## Données statistiques

### Évolution historique
Les pourcentages sont rapportés au nombre total d'habitants à Marseille à ce moment :
|                  | VIe siècle                 | 1165          | XIVe siècle                           | 1501-1791                          | XIXe siècle     | début du XXe siècle                                        | seconde moitié du XXe siècle | aujourd'hui (2015) |
| ---------------- | -------------------------- | ------------- | ------------------------------------- | ---------------------------------- | --------------- | ---------------------------------------------------------- | ---------------------------- | ------------------ |
| Population juive | Première présence attestée | Peut-être 300 | 2 000 avant la Peste noire puis 1 000 | Interdiction des Juifs en Provence | 2 500 vers 1860 | 30 000 en 1941 (incluant de nombreux réfugiés temporaires) | 65 000 dans les années 1970  | 70 000 à 80 000    |
| % total          | /                          | ?             | 10 %                                  | 0 %                                | 1 %             | 3 %                                                        | 7 %                          | 9 %                |

### Comparaison avec d'autres communautés dans le monde en 2015
| Rang | Région           | Ville                | Population juive  | Pourcentage des habitants de la ville | Pourcentage des Juifs du monde | Pourcentage des Juifs d'Europe |
| ---- | ---------------- | -------------------- | ----------------- | ------------------------------------- | ------------------------------ | ------------------------------ |
| 1    | Proche-Orient    | Tel-Aviv             | 3 120 000         | 85 %                                  | 22 %                           | /                              |
| 2    | Amérique du Nord | New York             | 2 100 000         | 25 %                                  | 15 %                           | /                              |
| 3    | Proche-Orient    | Jérusalem            | 861,400           | ?                                     | 6,2 %                          | /                              |
| 12   | Europe           | Paris et sa banlieue | 283 000 à 350 000 | moins de 3 %                          | 2 %                            | 20 à 25 %                      |
| 14   | Europe           | Londres              | 171 960           | 2 %                                   | 1,2 %                          | 12,3 %                         |
| ~25  | Europe           | Marseille            | 70 000 à 80 000   | 8 à 9 %                               | 0,5 à 0,6 %                    | 5 à 5,7 %                      |

## Juifs marseillais célèbres
- Rabbins et savants
  - Isaac Ben Abba Mari
  - Samuel de Marseille
  - Miles de Marseille
  - Nissim ben Moshe de Marseille
  - Aaron de Camera
  - Bonjudas Bondavin
  - Samuel ibn Tibbon
  - Juda ibn Tibbon
  - Moshe ibn Tibbon
  - Joseph ben Johanan
- Hommes d'affaires
  - Bondavin de Draguignan
  - Salomon de Bédarrides
  - David de Léon Cohen
- Écrivains
  - Solomon Nasi Ben Isaac Nasi Cayl
  - Albert Cohen
- Autres
  - Élie Kakou

### Ouvrages

#### Moyen Âge
- Adolphe Crémieux, Un établissement juif à Marseille au XVIIe siècle, Revue des études juives, LV, 1908
- Benjamin de Tudèle (trad. J.P. Baratier), Voyage de Rabbi Benjamin, fils de Jona de Tudèle, en Europe, en Asie et en Afrique depuis l'Espagne jusqu'à la Chine, Compagnie des Libraires, 1734 (lire en ligne)
- Juliette Sibon, Les juifs de Marseille au XIVe siècle, Paris, CERF, 1er janvier 2011, 585 p. (ISBN 978-2-204-09506-8)
- Juliette Sibon, « Insertion et rayonnement des élites juives de Marseille au XIVe siècle » dans Elisabeth Malamut et Mohamed Ouerfelli (éd.), Villes Méditerranéennes au Moyen Âge, Les Temps de l'Histoire, Presses Universitaires de Provence, 2014 (lire en ligne), p. 231-241
- Juliette Sibon, « « L’implication politique des juifs dans la cité à Marseille au XIVe siècle : entre normes et pratiques » », Cahiers de Recherches médiévales et Humanistes, no 24,‎ 2012, p. 213-226 (lire en ligne)
- Armand Lunel, Juifs du Languedoc, de la Provence, et des États français du pape, Albin Michel, 1975 (ISBN 2226002359)
- lancu-Agou, «Les relations entre les Juifs de Marseille et les communautés juives d'Afrique du Nord à la fin du XVe siècle»

#### XXesiècle
- Dray-Bensousan, Renée. Les juifs à Marseille (1940-1944). Les Belles Lettres, “Histoire”, 2004
- (en) Donna F. Ryan, The Holocaust & the Jews of Marseille : The Enforcement of Anti-Semitic Policies in Vichy France, University of Illinois Press, 1er janvier 1996, 307 p. (ISBN 978-0-252-06530-9, lire en ligne)
- (en) Maud S. Mandel, Muslims and Jews in France : History of a Conflict, Princeton University Press, 5 janvier 2014, 272 p. (ISBN 978-1-4008-4858-4, lire en ligne)

### Articles
- (en) Gotthard Deutsch, S. Kahn, « MARSEILLES », Jewish Encyclopedia,‎ ? (lire en ligne)
- Juliette Sibon, « Le crédit et l'entreprise des juifs à Marseille après la Peste noire (1348) », Entreprises et histoire, vol. n° 52,‎ 24 février 2009, p. 27-35 (ISSN 1161-2770, lire en ligne, consulté le 14 novembre 2015)